# Praia da Mandioca
A Praia da Mandioca é uma praia do Arquipélago de São Tomé e Príncipe, localiza-se a Este da ilha de São Tomé entre a Praia Zongonhin e a Praia de Diogo Afonso, frente ao Ilhéu Quixibá, junto a localidade Celeste.